# Landschaftsschutzgebiet Dickenbruch
Das Landschaftsschutzgebiet Dickenbruch mit 6,4 ha Flächengröße lag im Stadtgebiet Arnsberg. Es wurde 1998 mit dem Landschaftsplan Arnsberg durch den Kreistag des Hochsauerlandkreises als Landschaftsschutzgebiet (LSG) Typ B (Kleinflächiger Landschaftsschutz) ausgewiesen. Seit 2021 gehören die LSG-Flächen zum Landschaftsschutzgebiet östlich Alt-Arnsberg.

## Beschreibung
Das LSG umfasste Offenlandbereiche mit Grünland und Acker. Es lag am südlichen Rand von Arnsberg der früheren Jägerkaserne. Das LSG ging bis an den Siedlungsrand.

## Schutzzweck
Die Ausweisung erfolgte zur Sicherung und Erhaltung der Leistungsfähigkeit des Naturhaushaltes oder der Nutzungsfähigkeit der Naturgüter; wegen der Vielfalt, Eigenart oder Schönheit des Landschaftsbildes und ihrer besonderen Bedeutung für die Erholung. Durch die Ausweisung sollen Freiflächen in Ortsrandlage sichern.

## Rechtliche Vorschriften
Im Landschaftsschutzgebiet ist unter anderem das Errichten von Bauten verboten. Wie in den anderen Landschaftsschutzgebieten vom Typ B in Arnsberg besteht im LSG ein Verbot der Erstaufforstung und Weihnachtsbaum-, Schmuckreisig- und Baumschul-Kulturen anzulegen.